# Glosselytrodea
Glosselytrodea је парафилетски ред изумрлих крилатих инсеката. У оквиру реда својом специфичношћу издваја се доњопермска фамилија Permoberothidae чији припадници поседују низ карактеристика сличних са мрежокрилним инсектима (Neuropterida), услед чега се сматрају њиховим прецима (и издвајају у засебну групу Protoneuroptera). Припадници преосталих фамилија (Glosselytrodea s. str.) поседују и карактеристике мрежокрилаца и карактеристике правокрилаца те се њихов филогенетски положај још увек истражује.